# Sonnenpfade
Die Sonnenpfade sind ein Rundwanderweg. Er führt entlang der Gemeinden Sohland an der Spree, Wehrsdorf und Taubenheim/Spree in der sächsischen Oberlausitz. Das Konzept ist ein Gemeinschaftsprojekt der Gemeinden und des Vereins der Sternwarte Sohland/Spree. Es beruht auf den Ergebnissen des archäoastronomischen Forschungsprojektes „Götterhand“ der Fachgruppe „Archäoastronomie“ der Sternwarte Sohland. Das Forschungsprojekt hatte die Suche nach kalenderastronomischen Sonnenfunktionen an Fels- und Steinformationen in der Oberlausitz und angrenzender Regionen zur Aufgabe. Es wurden über vierzig Objekte gefunden, die eine mögliche Funktion besitzen und deshalb als Sonnenheiligtümer der Oberlausitz angesprochen werden können. Bei der Bezeichnung der Objekte wurde auf bekannte Namen aus der nordischen Mythologie zurückgegriffen („Thors Hammer“, „Odins Zeigefinger“, „Zwergenpyramide“ et al.), die allerdings keinen nachgewiesenen regionalen Bezug haben. Die Umsetzung des auf den Forschungen beruhenden Tourismuskonzeptes wurde durch Mittel des Freistaats Sachsen und der Europäischen Union gefördert.

## Charakter
Die „Sonnenpfade“ führen weite Strecken durch Wälder entlang von Wiesen und Feldern. Mitunter queren Bäche den Weg. Zweimal führt die Route über die Spree.
Etappenpunkte sind markante Stein- und Felsgebilde, die kalendarische Sonnenfunktionen besitzen.
Im Süden folgt die Route der Deutsch-Tschechischen Grenze.
Der größte Teil der Strecke ist auch ohne besondere Kondition leicht zu bewältigen. Einige Etappenpunkte (Sonnenheiligtümer) befinden sich jedoch auf Anhöhen die durchaus größere Anstrengung erfordern. Für die Bewältigung der Gesamtstrecke sollte man einen ganzen Tag einplanen. Die Strecke lässt sich jedoch beliebig kürzen, da sie um die Ortschaften herum verläuft. Gastronomie ist innerhalb der Ortschaften vorhanden. Unmittelbar an der Strecke befinden sich die Prinz-Friedrich-August-Baude, das Gasthaus „Jägersruh“ und die Gastronomie am Sohlander Stausee.
Die Einzelobjekte sind häufig mit etwas Kraftanstrengung auch per Fahrrad erreichbar. Die Sonnenpfade als Rundweg sind für das Fahrrad ungeeignet. Informationstafeln sind zweisprachig, Deutsch/Tschechisch.

## Verlauf

Übersicht der Sonnenheiligtümer in der Oberlausitz

Die Sternwarte „Bruno-H.-Bürgel“ in Sohland an der Spree liegt im Zentrum des Rundwanderweges.
Am Sternwartengelände befindet sich die Nachbildung des Kuckucksteins von Königshain in halber Originalgröße. Ausgestattet mit verschiedenen Informationstafeln. Die Nachbildung dient als Funktionsmodell für die Verdeutlichung der kalenderastronomischen Funktionsweise der „Sonnenheiligtümer der Oberlausitz“ und als Informations- und Startpunkt für Wanderungen auf den „Sonnenpfaden“.
Die Große Runde verläuft um die Ortschaften Sohland und Wehrsdorf und streift den Ort Taubenheim. Ein Großteil der Strecke folgt der Grenze zu Tschechien und ist mit dem Grenzwanderweg identisch. Sie verlässt diesen nur um abseits gelegene Objekte zu erreichen. Ein weiterer Teil der Wegstrecke folgt dem Panoramaweg rund um Wehrsdorf bis zur sogenannten Funkenburg. Dort führt der Weg der Großen Runde zur Spree, überquert diese am Stausee und führt hinauf auf den Kälberstein. Von dort geht es abwärts Richtung Taubenheim zum Frühlingsberg und weiter zum Hornsberg, einem Ostausläufer des Taubenberges neben dem Grenzübergang zu Tschechien. Von da geht es wieder zurück zur Sternwarte, wo abschließend bei günstigem Wetter zu den Öffnungszeiten der gestirnte Nachthimmel durch leistungsstarke Fernrohre beobachtet werden kann.
Die Große Runde lässt sich in eine östliche Runde und eine westliche Runde teilen. Wobei die östliche Runde die kleiner ist. Sie kann wiederum mit einem Abstecher ins Sonnenuhrendorf Taubenheim ergänzt werden.
Da sich die „Sonnenheiligtümer der Oberlausitz“ über weite Gebiete der Oberlausitz verteilen, lassen sich die Wanderungen zu entfernter gelegenen Objekten ausweiten z. B. nach Neusalza-Spremberg zu  „Thors Amboss“, nach Neustadt in Sachsen zu den „Himmelsaugen“ und dem „Mondbachtempel“, nach Neukirch/Lausitz zum Valtenberg-Altar, nach Wilthen  zur „Götterhand“ auf der Soraer Teufelskanzel, zum Teufelsstein von Pließkowitz mit einem Abstecher zur Sternwarte Bautzen oder zu den „Götterbergen“ Bieleboh (aus dem Urslawischen für Weißer Gott) und Czorneboh (Schwarzer Gott).

## Etappenziele
Folgende „Sonnenheiligtümer der Oberlausitz“ sind Etappenziele des Sohlander Rundwanderweges Sonnenpfade:
- Start- und Zielpunkt Kuckuckstein (Funktionsmodell) an der Sternwarte „Bruno-H.-Bürgel“ in Sohland an der Spree
- „Thors Hammer II.“ (unweit der Grenze auf tschechischem Territorium)
- „Zwergenpyramide“ (Sohland Neudorf, unweit der Grenze)
- „Odins Zeigefinger“ (Sohland Neudorf, unweit der Grenze)
- „Kalenderstein Hainspach“ (unweit der Grenze auf tschechischem Territorium)
- „Himmelsspitze“ (in Hainspach auf tschechischem Territorium)
- „Sonnenwendhöhle“ (in Hainspach auf tschechischem Territorium)
- „Steinzeitkino“ (an der Prinz-Friedrich-August-Baude)
- „Himmelskuppel“ (Wehrsdorf, nahe des Waldbades)
- „Mondhöhle“ (Wehrsdorf)
- „Sonnenspalt“ (Wehrsdorf, nahe Leuner Steinbruch)
- „Thors Hammer I.“ (Wehrsdorf, nahe Leuner Steinbruch)
- Kälberstein (Gipfelfelsen des Berges)
- „Frühlingsstein“ (Sohland, OT Frühlingsberg)
- „Heidentempel“ (Sohland, unweit der Grenze am Hornsberg)

GPS-Daten der Einzelobjekte im Index saxum solarum (Katalog der Felsen mit astronomischer Sonnenfunktion) unter: Sonnenheiligtümer der Oberlausitz

## Sehenswürdigkeiten entlang des Weges
- Sonnenuhrendorf Taubenheim mit der Sonnenuhrenstube
- Heimat- und Forstmuseum Sohland
- Freizeitzentrum am Stausee in Sohland
- Prinz-Friedrich-August-Baude mit Aussichtsturm
- Ski-Areal Sohland/Spree mit Sprungschanzenanlagen
- Denkmalgeschütztes Waldbad in Wehrsdorf
- Erlebnisbad Taubenheim
- Die Theaterspielstätte Waldbühne Sohland
- Leuner Steinbruch (sehenswerter stillgelegter Steinbruch) mit Fernblick
- Der Höllenberg mit Teufelsthron und Franzosenloch zwischen Wehrsdorf und Steinigtwolmsdorf
- Der Taubenberg mit Teufelskanzel und stillgelegten Steinbrüchen
- Die Spree mit dem Spreeradweg
- Dreiherrenstein in Sohland
- Schlösser in Sohland und Taubenheim
- Ehemaliges Nickelbergwerk (teilweise auf tschechischem Territorium)
- Die Kirchen der drei verbundenen Ortschaften Sohland, Wehrsdorf und Taubenheim

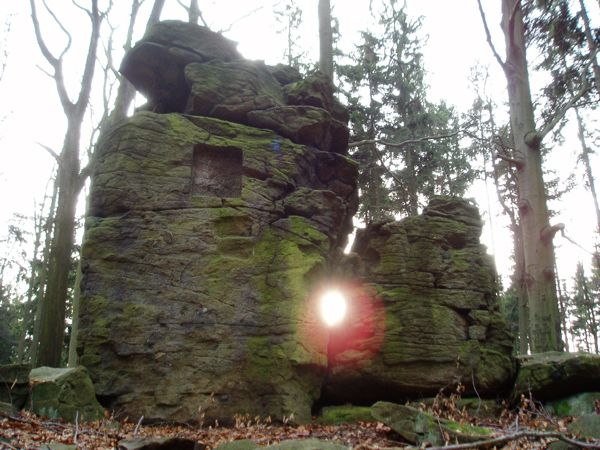
Kälbersteingipfel Sonnendurchgang Wintersonnenwende Sonnenuntergang 2009, gegen 14.20 Uhr
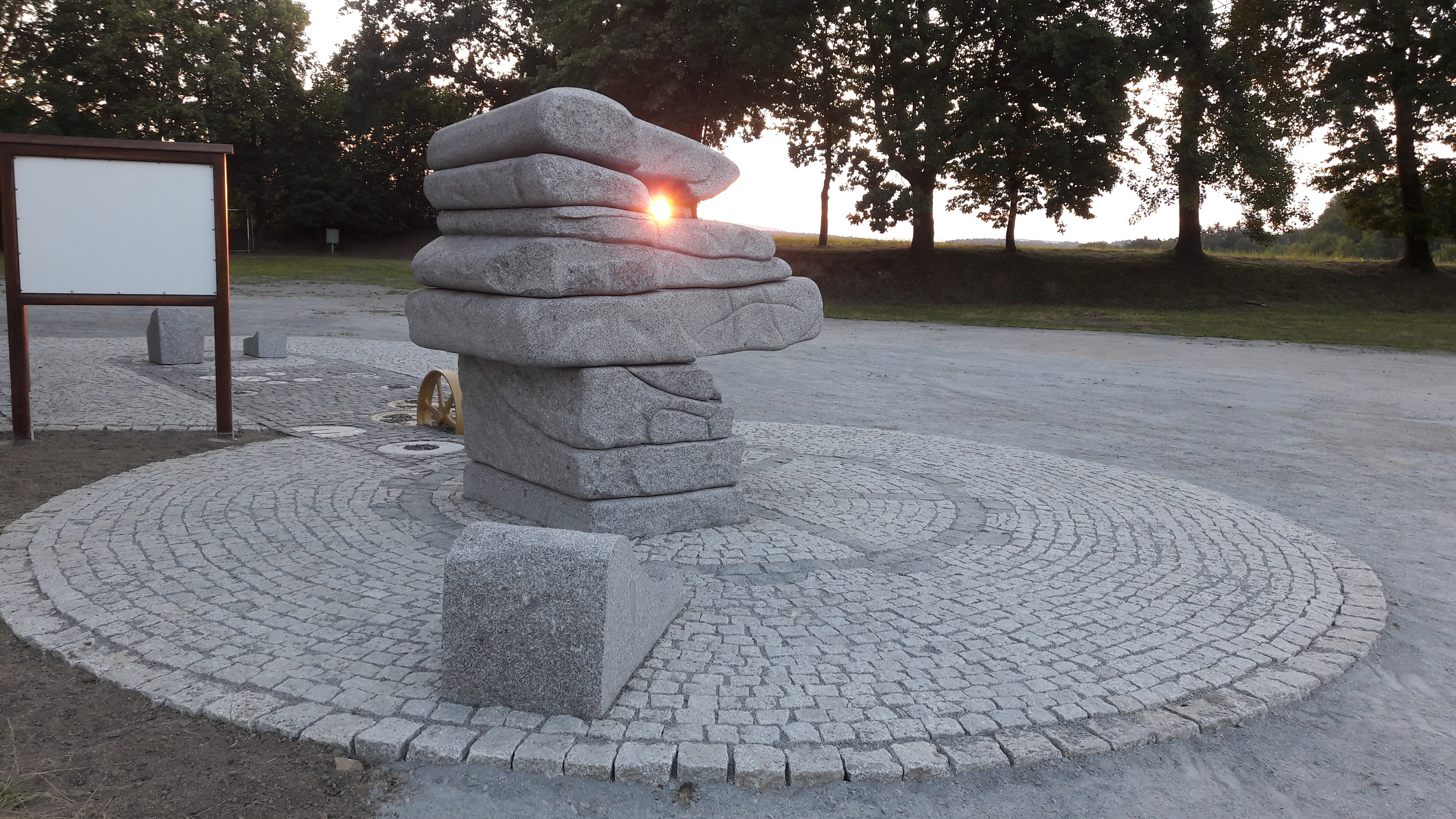
Nachbildung des Kuckucksteins von Königshain an der Sternwarte Sohland/Spree
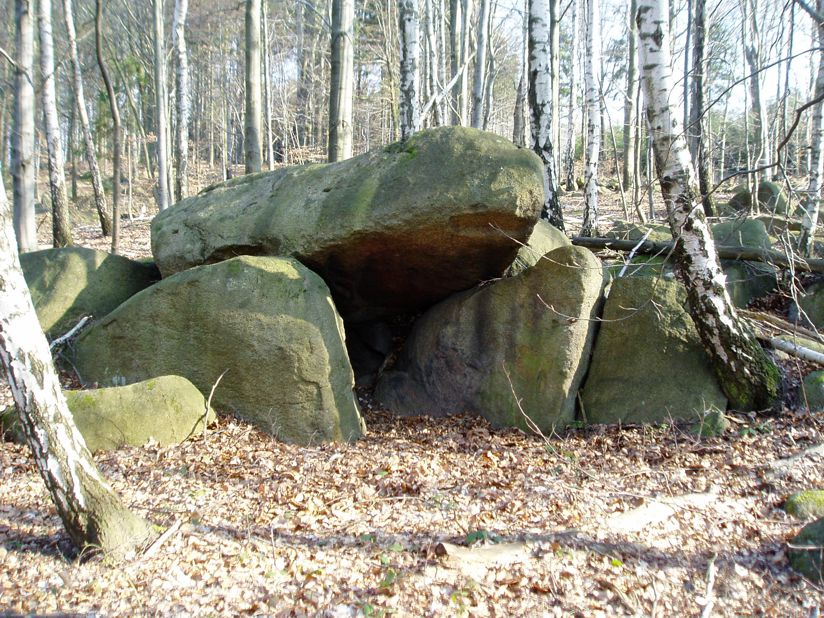
Das „Steinzeitkino“ mit dem steinernen Astronomen und dem Sonnenzeiger zur Wintersonnenwende Mittag
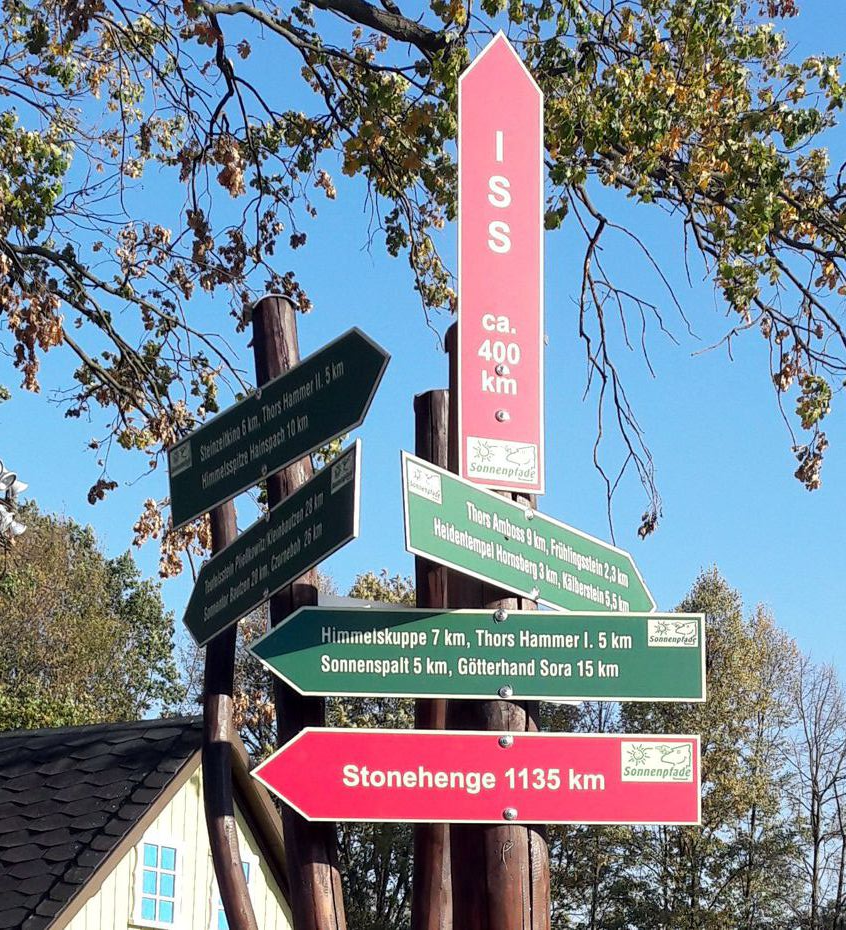
Wegweiserbaum an der Sternwarte Sohland
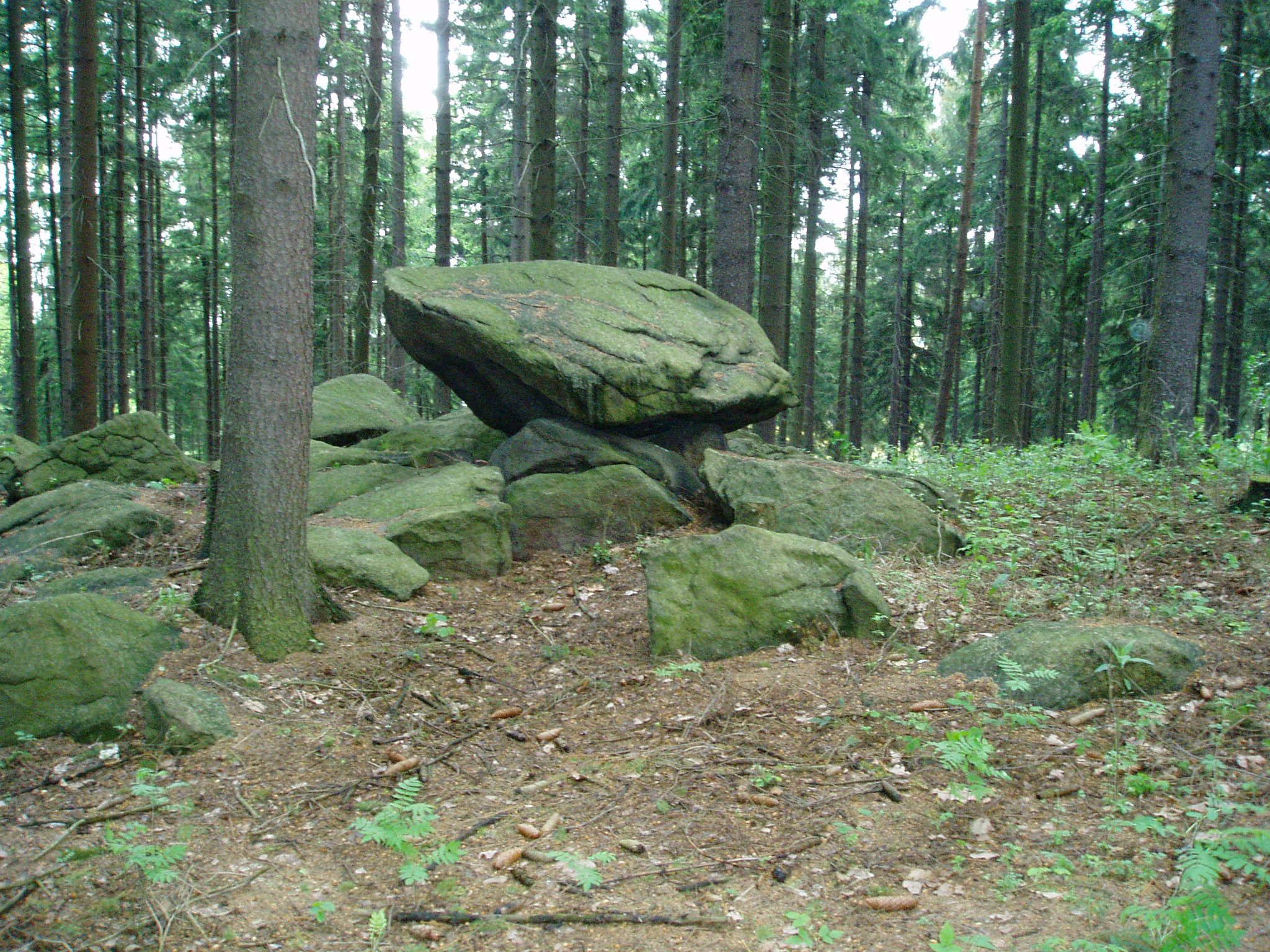
Der Frühlingsstein auf dem Frühlingsberg bei Sohland
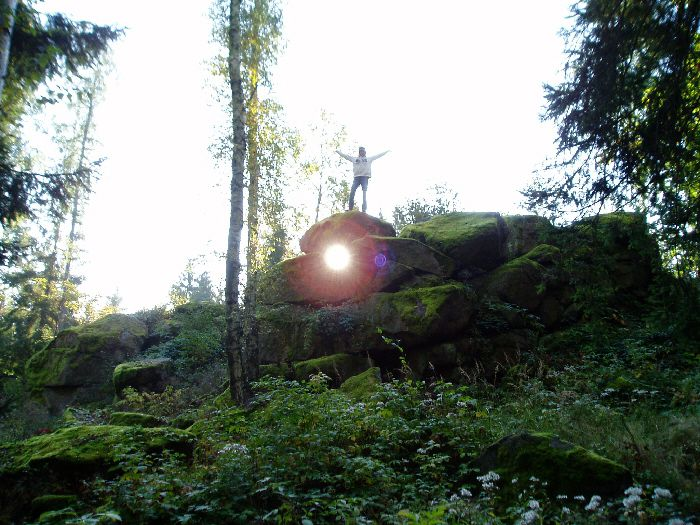
„Heidentempel“ Hornsberg in Sohland mit Sonnenphänomen zur Herbsttagundnachtgleiche
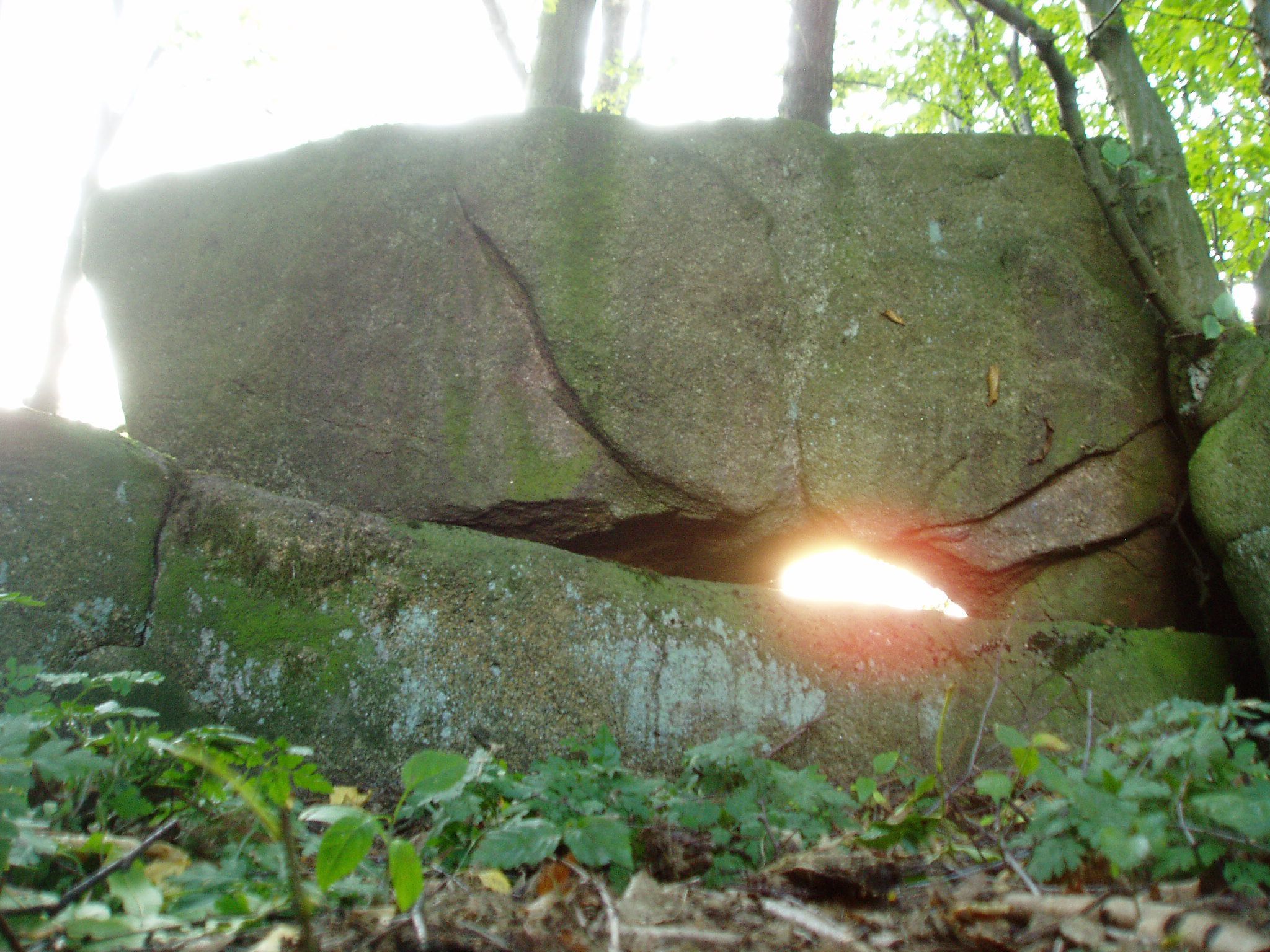
„Thors Hammer I.“ in Wehrsdorf mit Sonne zur Tagundnachtgleiche
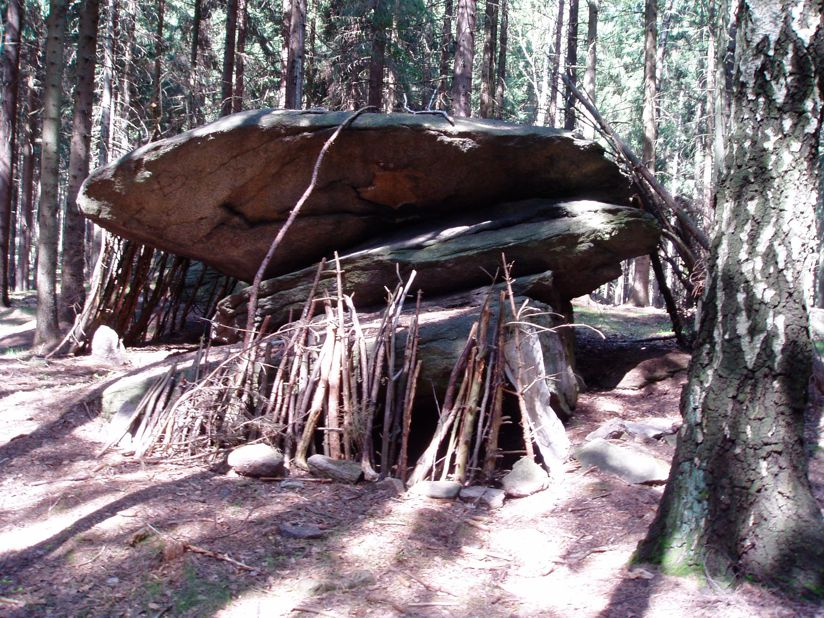
„Himmelskuppel“ Wehrsdorf

### Videos
- Enthüllung des Kuckucksteins an der Sternwarte in Sohland an der Spree